# Léon Feugère
Cet article possède un paronyme, voir Faugère.
Pour les articles homonymes, voir Feugère.
Léon Feugère, né le 2 février 1810 à Villeneuve-sur-Vanne (aujourd'hui Villeneuve-l'Archevêque) et mort le 13 janvier 1858 à Paris, est un professeur et critique littéraire français.

## Biographie
Professeur de rhétorique au Lycée Henri-IV en 1828, agrégé ès lettres en 1829, professeur au Lycée Louis-le-Grand en 1831, censeur au Lycée Bonaparte en 1854, prix d'éloquence de l'Académie française pour un éloge de Montyon en 1834, il est un spécialiste de l'édition des œuvres littéraires de la Renaissance française.

## Sources
- La Grande Encyclopédie, vol. 17 lire en ligne sur Gallica
- Edmé-Jacques-Benoît Rathery, « Notice sur Léon Feugère », Les Femmes Poëtes au XVIe siècle, p. V lire sur Google Livres